# Frits Zernike
Frits Zernike ( Ámsterdam, 16 de julio de 1888 - 10 de marzo de 1966) fue un físico neerlandés ganador del premio Nobel de Física en 1953 por su invención del microscopio de contraste de fases.

## Semblanza
Fue el segundo hijo en una familia de seis niños. Su padre, Carl Frederick August Zernike, era profesor de matemática y director de una escuela primaria en Ámsterdam. Hombre altamente dotado, tenía interés por muchas disciplinas científicas. Compiló todos sus escritos en varios libros de texto y desarrolló nuevos métodos pedagógicos. Su madre, Antje Dieperink, era profesora de matemática, y uno de sus hermanos también se dedicó a la docencia.
Zernike fue profesor de Física y de Mecánica cuántica en la Universidad de Groninga. Creó, en 1932, el microscopio de contraste de fases y se dedicó a la óptica física.
Por el método de contraste de fases y por la invención del microscopio de contraste de fases, le concedieron el premio Nobel de Física en 1953. Su invención, que constituye una gran mejora en comparación con la teoría clásica del microscopio establecida por Abbe, se basó en que la luz reflejada por una superficie metálica experimenta diversos corrimientos de fase.
Falleció en Amersfoort (Holanda), en 1966.

## Eponimia
- El cráter lunar Zernike lleva este nombre en su memoria.[3]
- El asteroide (11779) Zernike también conmemora su nombre.[4]